# Pothé
Pothé är en ort i kommunen Temoaya i delstaten Mexiko i Mexiko. Samhället hade 1 908 invånare vid folkräkningen 2020. Kommunens regionala akutsjukhus är beläget i Pothé. I Pothé finns även anläggningar för baseboll, fotboll, basket, friidrott samt gym för boxning och brottning sedan en satsning utförd av staten 2022.